# Bonneuil (Charente)
Bonneuil település Franciaországban, Charente megyében. Lakosainak száma 248 fő (2022. január 1.). Bonneuil Bouteville, Saint-Preuil, Lignières-Ambleville és Bellevigne községekkel határos.

## Népesség
A település népessége az elmúlt években az alábbi módon változott:
| Lakosok száma | 373  | 302  | 248  | 246  | 266  | 262  | 260  | 256  | 247  | 248  |
|               | 1968 | 1982 | 1999 | 2006 | 2011 | 2015 | 2017 | 2018 | 2020 | 2022 |